# 헤더 카프카
헤더 카프카(Heather Kafka, 1972년 7월 7일 ~ )는 미국의 배우이다.
오스틴에서 태어났다.

## 출연 작품
- 데어 유 아 (2018년)
- 크레이지 버그 (2017년) - 데보라 역
- 데이라이트 엔드: 인류멸망의 날 (2016년)
- 댓 데이 (2015년)
- 썸 비스츠 (2015년)
- 어바웃 맘 앤드 대디 (2014년)
- 러브스 허 건 (2014년) - 데비 역
- 블랙 메탈 (2013년)
- 에인트 뎀 바디스 세인츠 (2013년) - 조산사 역
- 핏 스탑 (2013년)
- 조 (2013년) - 레이시 역
- 위험한 장난 (2012년)
- 러버스 오브 헤이트 (2010년) - 다이애나 역
- 인퍼머스 (2006년)
- 이디오크러시 (2006년)
- 트러블 러브 (2005년)
- 텍사스 전기톱 연쇄살인사건 (2003년)
- 쓰리 데이스 오브 레인 (2002년) - 리사 역
- 마징카이저 (2001년) - 호노오 쥰 영어 더빙 목소리 역
- 노블리 (2000년)
- 하트랜드의 연쇄 살인 (1993년)

### 텔레비전
- 허프 (2006)